# Lia Quartapelle
Lia Quartapelle Procopio (Varese, 15 agosto 1982) è una politica italiana.

## Biografia

### Famiglia e studi
Nata a Varese, è figlia di Luigi Quartapelle Procopio, docente di fluidodinamica al Politecnico di Milano, ed è cresciuta a Milano nel quartiere di Porta Venezia. 
Ha completato le scuole superiori con baccellierato internazionale all'United World College of the Atlantic in Galles. Ha poi frequentato l’Università degli Studi di Pavia e poi l’Università degli Studi di Firenze, laureandosi con lode in Economia dello sviluppo, con una tesi dal titolo "How does aid through budget support contribute to growth? A SAM-based analysis of the Mozambican case". Ha completato gli studi con un master in Economia alla School of Oriental and African Studies (SOAS) di Londra, conseguito nel 2005 a pieni voti, e ha lavorato come coordinatrice delle attività della Ut Phoenix Foundation nell’ambito delle relazioni euro-mediterranee.
Rientrata in Italia, ha collaborato con la Fondazione Civicum, che si occupa di finanza pubblica e di trasparenza degli enti locali, e con un progetto dello United Nations Staff System College e IPALMO sugli Obiettivi di sviluppo del Millennio nel Medio Oriente e Nord Africa.
Nel 2007 ha lavorato per un anno come economista presso la Cooperazione Italiana in Mozambico, affiancando il governo mozambicano nella definizione delle proprie politiche di sviluppo. Dal 2009 è ricercatrice presso l'Istituto per gli studi di politica internazionale (ISPI) di Milano, dove ha ricoperto il ruolo di responsabile del programma Africa e dove è research associate.
Nel 2012 ha concluso il dottorato in economia dello sviluppo presso l’Università di Pavia, con tesi dal titolo “Three essays on African economies”. È cultrice della materia presso la cattedra di Storia e istituzioni dell'Africa e ha insegnato presso il corso di Politiche per lo sviluppo dell'Università di Pavia.

### Carriera politica
Inizia la sua carriera politica fondando il circolo del Partito Democratico 02PD - a Milano piace democratico, in seguito divenuto il circolo più grande di Milano, di cui è segretaria dalla fondazione del PD al 2012. È eletta componente della prima Assemblea nazionale del PD. Nelle primarie per i parlamentari del 2012, lanciate dal segretario Pier Luigi Bersani, risulta la più votata a Milano città con 4.344 preferenze. Nelle elezioni di marzo 2013, viene eletta alla Camera dei deputati. Da quell’anno fa parte della Direzione del Partito Democratico.
Nella XVII legislatura (2013-2018) è stata membro della Commissione Esteri. È stata relatrice della riforma della cooperazione internazionale, finalizzata a migliorare le risorse e la gestione dei fondi italiani per lo sviluppo dei paesi a basso reddito, inclusa l'istituzione di un Fondo per l'Africa di 200 milioni di euro. Si è impegnata per le adozioni internazionali (anche lavorando per l’arrivo in Italia di più di 120 bambini adottati dal Congo), per difendere i diritti umani in vari Paesi tra cui Libano, Kurdistan e Yemen, e per ridurre le discriminazioni contro le persone LGBT+ in Italia e all'estero. Ha accompagnato il Presidente del Consiglio Matteo Renzi alla Conferenza per il finanziamento dello sviluppo di Addis Abeba nel 2015.
Ha inoltre collaborato con altri giovani parlamentari di tutti i partiti per impegnarsi contro la disoccupazione giovanile e per la messa in pratica del programma europeo di Garanzia giovani. Ha ottenuto la riattivazione del programma tirocini MAECI-CRUI, per giovani laureandi interessati alla carriera diplomatica, riuscendo anche a garantire loro un rimborso spese mensile. Grazie a una sua proposta di legge approvata all’unanimità, la Brigata Ebraica ha ricevuto la medaglia d'oro al valor militare per la Resistenza.
Nel corso della legislatura diventa capogruppo per il Partito Democratico in Commissione Esteri, nonché presidente del’advisory board di Women in International Security (WIIS), membro dell’Assemblea parlamentare presso il Consiglio d’Europa, membro del board italiano dell’European Council on Foreign Relations. È stata tra le promotrici della creazione di una borsa di studio in nome di Giulio Regeni al Collegio del Mondo Unito dell’Adriatico. Ha partecipato alla fondazione di MondoDem. A fine legislatura, è risultata tra le più produttive della legislatura nelle classifiche Openpolis. 
Alle elezioni politiche del 2018 viene ricandidata alla Camera, inizialmente tra le liste del PD nel collegio plurinominale Emilia-Romagna - 02 ma poi, a seguito delle proteste del sindaco di Milano Giuseppe Sala e del PD milanese per la posizione ineleggibile, nel collegio uninominale Lombardia 1 - 13 (Milano-Loreto), sostenuta dalla coalizione di centro-sinistra in quota PD, venendo rieletta a Montecitorio con il 41,32% dei voti e superando i candidati del centro-destra, in quota Lega, Laura Molteni (35,1%) e del Movimento 5 Stelle Melissa Tocchet (15,14%).
Nella XVIII legislatura (2018-2022) ha presentato progetti di legge in materia dei diritti umani, cooperazione allo sviluppo, e istigazione all’odio e crimini contro l’umanità. È capogruppo PD nella Commissione esteri, presiede il Comitato Permanente per l'Attuazione dell'Agenda 2030 e partecipa alla Commissione d’inchiesta sulla morte di Giulio Regeni. Ha lavorato per la scarcerazione di Patrick Zaki e per il divieto di esportare armi usate nel conflitto in Yemen. Sui temi della disuguaglianza di genere, è stata tra le promotrici di proposte di legge per aumentare l’indennità minima di maternità per le donne con partite IVA, per abbassare le tasse sugli assorbenti, per il congedo obbligatorio per i papà, e per destinare i fondi del Piano nazionale di ripresa e resilienza ad assunzioni di donne e giovani. È tra le fondatrici de Il Giusto Mezzo, una campagna per dedicare metà dei fondi PNRR a colmare il divario di genere, tramite investimenti su infrastrutture sociali e occupazione femminile: ottenendo un raddoppio dei posti nido entro 5 anni, un aumento del 15% delle classi delle scuole a tempo pieno, e 8,76 miliardi per altre infrastrutture sociali.
A marzo 2021, diventa responsabile esteri e portavoce internazionale e del Partito Democratico nella segreteria di Enrico Letta. Viene scelta dalla Conferenza per la sicurezza di Monaco come Munich Young Leaders 2021, unica italiana tra i 25 giovani leader. Dopo l’invasione russa dell’Ucraina, è, insieme a Riccardo Magi, la prima parlamentare italiana ad andare a Kiev, dove continuerà a fare missioni nel corso del conflitto. Su invito dell’ex primo ministro lituano Andrius Kubilius, entra a far parte del network internazionale di parlamentari United4Ukraine, di cui coordina i lavori italiani. Viene eletta componente del Comitato per i diritti umani dei parlamentari dell’Unione Interparlamentare, l’unico meccanismo internazionale di tal genere.

#### Vicepresidente della Commissione Affari esteri e comunitari
Alle elezioni politiche anticipate del 2022 viene ricandidata alla Camera, tra le liste del Partito Democratico - Italia Democratica e Progressista nel collegio plurinominale Lombardia 1 - 01 in seconda posizione, venendo rieletta deputata. Nella XIX legislatura è vicepresidente della 3ª Commissione Affari esteri e comunitari, coordinando gli intergruppi parlamentari di lavoro United4Ukraine Italia, Cooperazione internazionale, e Amici del Popolo Bielorusso (quest'ultimo, gestito insieme a Filippo Sensi, è il più grande intergruppo parlamentare sulla resistenza Bielorussia in Europa), e ha depositato proposte di legge sul congedo paritario, sulla creazione di una commissione nazionale per i diritti umani e sull’accoglienza dei dissidenti russi in Italia.
Alle primarie del PD del 2023 sostiene la mozione di Stefano Bonaccini, presidente della Regione Emilia-Romagna, che risulta perdente venendo sconfitto dalla deputata del PD Elly Schlein.
Ha condotto la prima delegazione parlamentare italiana in visita della cattedrale di Odessa in Ucraina, poco dopo il bombardamento del 22 luglio 2023.
Al referendum abrogativo del 2025 si schiera contro i primi tre quesiti e a favore degli ultimi due, in dissidenza con la linea ufficiale del PD schierato a favore di tutti e 5 i quesiti.

## Vita privata
Il 14 luglio 2022 si è sposata con matrimonio civile Claudio Martelli, ex politico e storico esponente del Partito Socialista Italiano, nonché storico delfino di Bettino Craxi. Il matrimonio è stato celebrato al Palazzo Reale di Milano, anche se avrebbe dovuto essere celebrato nel 2020 a Tel Aviv, in Israele.